# Schronisko PTTK na Magurce Wilkowickiej

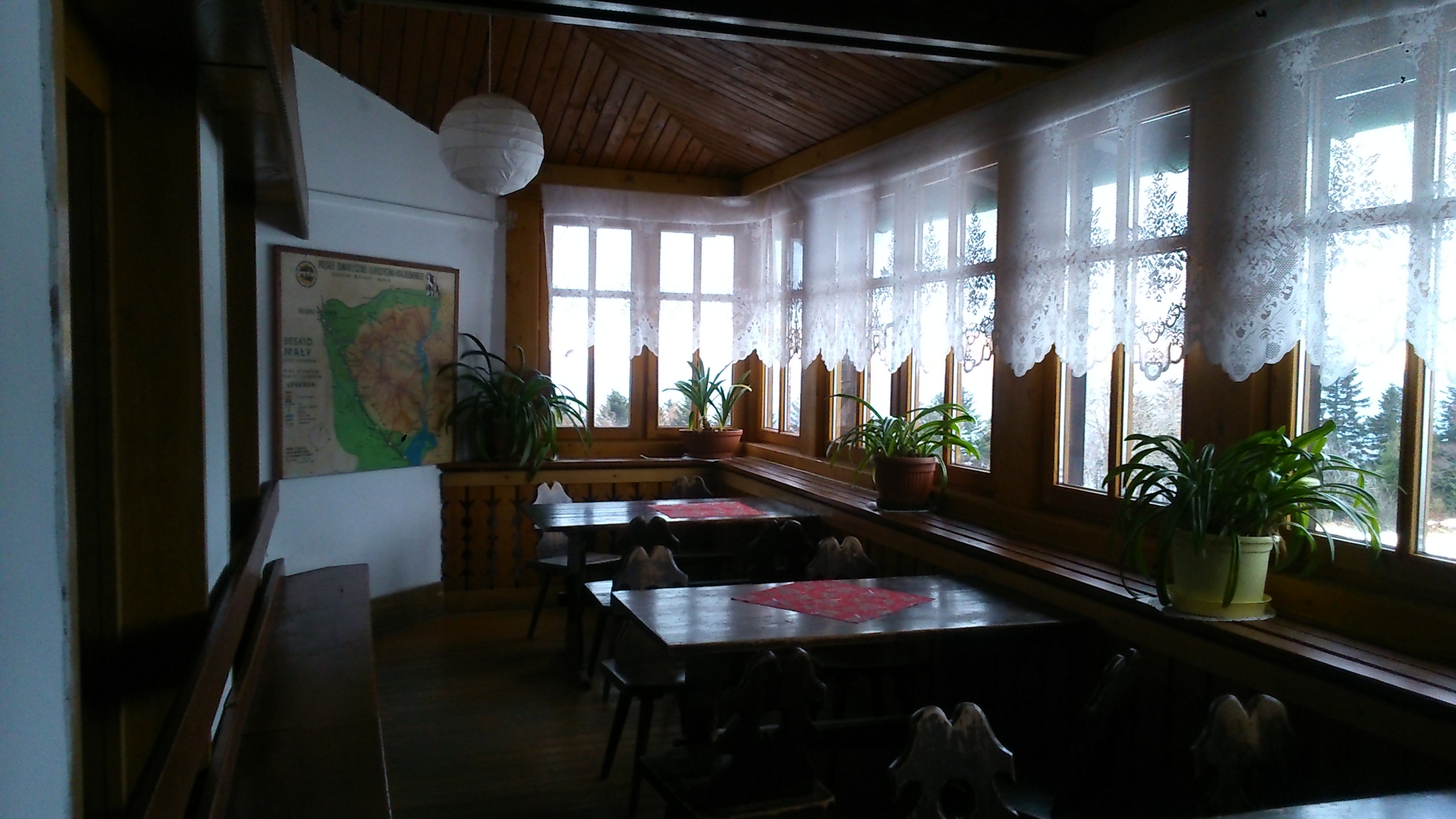
Wnętrze schroniska (2016)

Schronisko PTTK na Magurce Wilkowickiej – górskie schronisko turystyczne Polskiego Towarzystwa Turystyczno-Krajoznawczego w zachodniej części Beskidu Małego, na Magurce Wilkowickiej. Położone jest na wysokości 909 m n.p.m.

## Historia
Schronisko wybudowała sekcja bielska niemieckiej organizacji turystycznej Beskidenverein. Uroczyste otwarcie miało miejsce 27 września 1903. Drewniany budynek na kamiennym fundamencie, z odkrytą werandą od frontu, na parterze miał salę restauracyjną, pomieszczenia gospodarcze i toalety. Na poddaszu znajdowało się kilka pokoi z miejscami dla 8–10 osób. Był popularnym celem niedzielnych wycieczek Niemców z Bielska i Białej.
Zaledwie w dwa lata po otwarciu schronisko spłonęło. Zostało odbudowane w ciągu następnego roku i uroczyście otwarte 18 sierpnia 1907. Wówczas obiekt otrzymał nazwę Erzherzogin Maria Theresia–Schutzhaus auf dem Josefsberge (Schronisko Arcyksiężnej Marii Teresy na Górze Józefa), na cześć Marii Teresy Toskańskiej, małżonki arcyksięcia Karola Stefana Habsburga. Arcyksiężna odwiedziła schronisko 11 września 1907 wraz ze swoimi dziećmi: arcyksiężną Matyldą Marią (Mechthildis), arcyksięciem Leonem Karolem i Wilhelmem Franciszkiem.
Obiekt cieszył się dużą popularnością z powodu bliskości Bielska i łatwej dostępności. Jego znaczenie wzrosło, gdy jeszcze w tym samym roku Niemcy z bielskiego Beskidenvereinu założyli klub narciarski Wintersportklub. Na podszczytowych polanach Magurki jego członkowie trenowali jazdę na nartach, a na niewielkiej skoczni położonej poniżej schroniska, przy zejściu w kierunku Rogacza – skoki.
Frekwencja w schronisku w pierwszych latach jego funkcjonowania wyglądała następująco:
- 1903 – 307 osób
- 1904 – 1678 osób
- 1905 – 1087 osób
- 1906 – 2660 osób
- 1907 – 3157 osób
- 1908 – 2143 osoby
- 1909 – 3533 osoby[3]

22 marca 1912 schronisko ponownie strawił pożar. Na jego miejscu kosztem 80 tys. koron wybudowano nowy obiekt, już murowany, na wysokim podpiwniczeniu, oddany do użytku 19 października 1913. Posiadał on 64 miejsca noclegowe w 9 pokojach i jednej zbiorowej sali noclegowej, a także osobny pokój do dyspozycji zarządu Beskidenvereinu. Był komfortowo jak na owe czasy wyposażony, posiadał nawet osobną suszarnię odzieży i przechowalnię sprzętu narciarskiego. Nowy obiekt miał również nazwę Erzherzogin Maria Theresia–Schutzhaus auf dem Josefsberge.
Schronisko przetrwało I wojnę światową i w latach II Rzeczypospolitej nadal było własnością niemieckiej organizacji turystycznej Beskidenverein. Stosowano wtedy dwujęzyczną nazwę Schutzhaus – Schronisko, Josefberg – Magórka. Wokół obiektu koncentrowało się życie niemieckich turystów, szczególnie z Bielska i Białej, zarówno latem, jak i zimą. W 1924 r. Kazimierz Sosnowski w pierwszej polskiej monografii Beskidu Małego podawał: Magórkę zagospodarował starannie związek turystów niemieckich z województwa Śląskiego „Beskiden-Verein”, postawił tu schronisko, wytyczył ścieżki, umieścił drogowskazy, zbudował tor saneczkowy, urządza szkoły, popisy i zawody narciarskie, toteż zimą i latem tętni ta góra żywym rozgwarem turystycznym, głównie niemieckim. Zaś o samym schronisku pisał, iż ...jest miłym, czystym, obszernym i praktycznym, z nowoczesnym komfortem i wygodą urządzonym domem, raczej hotelem niż schroniskiem. Wielka widokowa weranda, sala jadalna, pokój zarządu, 10 pokoi sypialnych, sala sypialna wspólna, suszarnia odzieży, składownia na narty i sanki – dają tu wygodne pomieszczenie kilkudziesięciu turystom, którzy tu nie tylko przejściowo, ale i tygodniami mieszkają.
Po II wojnie światowej schronisko przejął bielski oddział Polskiego Towarzystwa Tatrzańskiego, później Polskie Towarzystwo Turystyczno-Krajoznawcze. W latach 1972–1974 przeprowadzono kapitalny remont. Obecnie obiekt nosi imię działacza turystycznego Józefa Grzybowskiego.

## Warunki pobytu
- 56 miejsc noclegowe w pokojach 2-, 3-, 4- i 6-osobowych
- bufet
- całodzienne wyżywienie

## Szlaki turystyczne
z Wilkowic – 2,15 godz.
 ze Straconki Kościół – 2,00 godz.
 ze Straconki Kościół – 1,45 godz.
 z Międzybrodzia Bialskiego – 2,30 godz.
 z Przełęczy Przegibek – 1,00 godz.
 z Czernichowa – 2,15 godz.
 z Mikuszowic Krakowskich – 2,30 godz.
 z Wilkowic – 1,40 godz.
 potem  lub  – 1,30/1,45 godz.
Do schroniska prowadzi również droga asfaltowa z Wilkowic (obowiązuje zakaz ruchu z wyłączeniem mieszkańców). Administracyjnie schronisko znajduje się w granicach wsi Wilkowice w województwie śląskim, w powiecie bielskim.